# Імексбанк
АТ «Імексбанк» — колишній український банк, створений 1994 року. Головний офіс банку було розташовано в м. Одесі. Входив до другої групи за класифікацією НБУ.
27 січня 2015 року, НБУ визнав «Імексбанк» неплатоспроможним і ввів тимчасову адміністрацію строком на три місяці (по 26 квітня 2015 року включно).
27 травня 2015 року, Фонд гарантування вкладів фізичних осіб ухвалив рішення про ліквідацію «Імексбанку».

## Історія
Свою діяльність банк почав 29 березня 1994 року, отримавши свідоцтво № 241 Національного банку України. У 1998 році банк вперше вийшов за межі Одещини, відкривши філіал у м. Києві.
З 2000 року, «Імексбанк» свою головну увагу приділяв довгостроковій співпраці з національними виробниками — промисловими та сільськогосподарськими підприємствами.
Після набуття членства в Національній системі масових електронних платежів у 2001 році, АТ «Імексбанк»  проводить емісію платіжних карток НСМЕП. Того ж року було підписано договір з Пенсійним фондом України про виплату пенсій пенсіонерам в Одеській області через поточні рахунки. У 2002 році банк отримав ліцензію міжнародної платіжної системи MasterCard International, відкрив філіали в містах Дніпро, Запоріжжі, Миколаєві та Рівному, а також розширив свою мережу представництв у місті Києві.
У 2003 році «Імексбанк» вступив до міжнародної міжбанківської платіжної системи SWIFT, що дозволило вийти на вищий рівень проведення банківських операцій, міжбанківських платежів і платежів клієнтів. Наприкінці 2003 року банк обслуговував 5 тисяч юридичних та понад 150 тисяч фізичних осіб, було відкрито філіали в Тернополі, Вінниці та Кропивницькому.
Станом на 2004 рік, АТ «Імексбанк» банк мав 12 філіалів і понад 200 відділень по Україні, станом на 2005 рік капітал банку становив 140 млн гривень.
У 2006 році відкрито перші іноземні представництва — в Австрії та ПАР, а наступного року — в Румунії. Банк розвивав операції з банківськими металами та розширював асортимент монет з дорогоцінних металів.
Станом на 2010 рік, капітал банку становив 990 млн грн. На 2012 рік було заплановано збільшення статуного капіталу до 1,14 млрд грн.
27 травня 2015 року, через неплатоспроможність, рішенням НБУ АТ «Імексбанк» було ліквідовано.
26 травня 2020 року, Фонд гарантування вкладів фізичних осіб продав стадіон «Чорноморець» (м. Одеса), який раніше належав банку, американській компанії «Allrise Capital» за 193,8 млн грн.
В січні 2021 року, Одеський апеляційний суд ухвалив рішення стягнути з власника банку Леоніда Клімова 309 млн грн на користь НБУ для погашення заборгованості «Імексбанку» за наданим раніше стабілізаційним кредитом.
У січні 2023 року, Фонд гарантування вкладів фізичних осіб подав позов до Господарського суду міста Києва проти колишнього власника банку Леоніда Клімова про відшкодування збитків АТ «Імексбанк» на суму близько 8,4 млрд грн.

## Керівництво
- Почесний президент — Клімов Леонід Михайлович
- в.о. Голови правління — Граматик Юрій Іванович
- віце-президент — Качанов Сергій Георгійович
- віце-президент — Якименко Ольга Володимирівна

## Співпраця
Банк раніше був спонсором ФК «Чорноморець» (Одеса) (2001—2014), почесний президент банку Клімов Леонід Михайлович є  президентом «Чорноморця».